# Wileyfox
Wileyfox — це британський виробник смартфонів, який продає свою продукцію і послуги виключно на просторах мережі інтернет.
Їх продукти використовують Cyanogen OS прошивку, комерційно адаптовану CyanogenMod, яка, у свою чергу, є найпопулярнішою неофіційних прошивок Android. Ще одним напрямком для Wileyfox є надання своїх продуктів, які є більш доступними, ніж у їх конкурентів,  при цьому без втрат якості. Компанія стверджує, що вона забезпечує такі низькі ціни, маючи менші потужності і ніяких застарілих пристроїв для підтримки.[джерело?] Wileyfox заявила, що її використання Cyanogen ОС, а також комерціалізацію обладнання, що дозволить їм диференціювати свої продукти від конкурентів, що використовують інші прошивки android або iOS.
Керівництво Wileyfox складається з генерального директора компанії Ніка М'юїра, який був генеральним менеджером Motorola у Великій Британії і директора з маркетингу Вікторії Денман, яка раніше працювала в управлінні маркетингом в компанії Motorola і Microsoft.

## Продукти
У даній статті наводяться фактичні специфікації пристрою, які можуть відрізнятися від специфікації, наданої компанією Wileyfox.

### 1-ше покоління: Swift, Storm
ОЗП      	ОС	Розмір	Вага	Акумулятор	Дисплей 	Основна камера	Фронтальна камера	Стартова ціна Wileyfox Swift та Wileyfox Storm були анонсовані в серпні 2015 року, спочатку, до оновлення програмного забезпечення працювали на Cyanogen ОС 12.1. Обидва пристрої мають підтримку двох SIM-карт.

#### Огляд специфікації
| Модель         | SoC                                | Процесор | Графічний процесор | Пам'ять | Карта пам'яті                      | ОЗП  | ОС               | Розмір                | Вага               | Акумулятор                          | Дисплей                                                                                        | Основна камера           | Фронтальна камера              | Стартова ціна                       |
| -------------- | ---------------------------------- | --- | ------------------ | ------- | ---------------------------------- | ---- | ---------------- | --------------------- | ------------------ | ----------------------------------- | ---------------------------------------------------------------------------------------------- | ------------------------ | ------------------------------ | ----------------------------------- |
| Wileyfox Storm | Qualcomm Snapdragon З Частотою 615 | Восьмиядерний процесор (1.7 ГГц чотирьохядерний процесор Cortex-a53 та 1.0 ГГц чотирьохядерний процесор Cortex-А53) | Adreno 405         | 32 ГБ   | microSD до 128 ГБ                  | 3 ГБ | Cyanogen OS 2.1  | 155.6 х 77.3 х 9.2 мм | 157 г (5.54 унцій) | 2500 мАг незнімний літій-полімерний | 5.5" 1920х1080 (400ppi) з ламінованим склом від компанії LG                                    | 20 МП з f/1.8 діафрагмою | 8 Мп зі світлодіодним спалахом | $180 (СНД) / £199 (Велика Британія) |
| Wileyfox Swift | Qualcomm Snapdragon 410            | 1.2 ГГц чотирьохядерний процесор Cortex-А53                                                                         | Adreno 306         | 16 ГБ   | microSDXC карти до 2 ТіБ (2048 Гб) | 2 ГБ | Cyanogen OS 12.1 | 141.15 х 71 х 9.37 мм | 135 г (4.76 унції) | 2500мАг знімна літій-полімерний     | 5" 1280×720 (294ppi) повністю ламінований IPS дисплей з захисним склом Corning Gorilla Glass 3 | 13 МП з діафрагмою f/2.0 | 5 МП                           | $89 (СНД) / £129 (Велика Британія)  |

#### Swift
У Wileyfox Swift базується на Longcheer L8150, яка в свою чергу базується на Qualcomm. Wileyfox в даний час не пропонує заміни акумулятора. Проте, акумулятор сумісний від інших пристроїв на даній платформі. Підтримка запису відео в 1080p зі швидкістю до 30 кадрів в секунду; 720р зі швидкістю до 60 кадрів в секунду. фронтальна камера із сенсором Samsung S5K3M2 з Isocell технологією, яка забезпечують кращу якість зображення в порівнянні з BSI. Пристрій підтримує системи GPS і ГЛОНАСС супутникового позиціонування. два кольори варіантів, чорний піщаник та білий, проте, доступність кольору залежить від країни. На момент випуску Swift був найдешевшим Cyanogen OS пристроєм доступним в Європі.
Незважаючи на те, що офіційно підтримується, пропрієтарна прошивка Cyanogen OS, її основа, CyanogenMod офіційно не підтримує пристрій. Перший реліз для Swift 13.0, було розміщено 16 березня 2016, одночасно з першою хвилею з CyanogenMod 13 релізів.

#### Storm
Wileyfox Storm - це 5.5" FullHD смартфон  у монолітному корпусі. Як і Swift, Storm має акумулятор 2500мАг, але безрамна конструкція смартфону робить акумулятор незнімним. У боковому лотку можливість поєднати MicroSIM та NanoSIM-карти або карту пам'яті microSD і MicroSIM карти. Фронтальна камера 8МП зі світлодіодним спалахом для селфі. Задня камера 20МП Соні Exmor IMX220, з підтримкою 1080p та 90fps сповільненої зйомки. Пристрій підтримує системи GPS і ГЛОНАСС супутникового позиціонування. два кольори варіантів, чорний піщаник і білий, проте, доступність залежить від країни.

### 2-ге покоління: Spark, Spark+, SparkX
У червні 2016 року, було оголошено, що нова лінійка телефонів складається з Spark, Spark +, Spark Х, з процесором MediaTek MT6735 SoC та з підтримкою двох SIM-карт.

#### Огляд специфікації
| Model            | SoC           | Процесор                                       | Графічний процесор | Пам'ять | Карта пам'яті                                 | ОЗП  | ОС               | Розмір                  | Вага    | Акумулятор           | Дисплей                            | Основна камера | Фронтальна камера | Стартова ціна |
| ---------------- | ------------- | ---------------------------------------------- | ------------------ | ------- | --------------------------------------------- | ---- | ---------------- | ----------------------- | ------- | -------------------- | ---------------------------------- | -------------- | ----------------- | ------------- |
| Wileyfox Spark   | MediaTek 6735 | Чотирьохядерний 64-розрядний Quad-core 1.3 GHz | Mali T-720         | 8 ГБ    | підтримка карт пам'яті microSD до 32 гігабайт | 1 ГБ | Cyanogen OS 13.0 | 143 x 70.4 x 8.65 мм    | 134,5 г | 2200мАг змінна Li-Po | 5" 1280×720 (294ppi) IPS дисплей   | 8 МП           | 8 МП              |               |
| Wileyfox Spark + | MediaTek 6735 | Чотирьохядерний 64-розрядний Quad-core 1.3 GHz | Mali T-720         | 16 ГБ   | підтримка карт пам'яті microSD до 32 гігабайт | 2 ГБ | Cyanogen OS 13.0 | 143 x 70.4 x 8.65 мм    | 134,5 г | 2200мАг змінна Li-Po | 5" 1280×720 (294ppi) IPS дисплей   | 13 МП          | 8 МП              |               |
| Wileyfox Spark X | MediaTek 6735 | Чотирьохядерний 64-розрядний Quad-core 1.3 GHz | Mali T-720         | 16 ГБ   | підтримка карт пам'яті microSD до 32 гігабайт | 2 ГБ | Cyanogen OS 13.0 | 154.35 x 78.6 x 8.75 мм | 134,5 г | 3000мАг змінна Li-Po | 5.5" 1280×720 (267ppi) IPS дисплей | 13 МП          | 8 МП              |               |

### 3-тє покоління: Swift2, Swift2Plus, Swift 2X
У листопаді 2016 року, була оголошена нова лінійка телефонів, що складається з Swift 2 та Swift 2 Plus, в яких теж використовується процесор Qualcomm SoC, а конкретно MSM8937 восьмиядерний з тактовою частотою 1,4 ГГц, в парі з графічним процесором Adreno 505.

#### Огляд специфікації
| Модель                  | SoC              | Процесор                                     | Графічний процесор | Пам'ять | Карта пам'яті                                 | ОЗП  | ОС               | Розмір                | Вага  | Акумулятор                              | Дисплей                          | Основна камера | Фронтальна камера | Стартова ціна |
| ----------------------- | ---------------- | -------------------------------------------- | ------------------ | ------- | --------------------------------------------- | ---- | ---------------- | --------------------- | ----- | --------------------------------------- | -------------------------------- | -------------- | ----------------- | ------------- |
| Wileyfox Swift 2        | Qualcomm MSM8937 | Восьмиядерний 64-розрядний Octa-core 1.4 GHz | Adreno 505         | 16 ГБ   | підтримка карт пам'яті microSD до 64 гігабайт | 2 ГБ | Cyanogen OS 13.1 | 143.7 х 71.9 х 8,6 мм | 155 г | 2700мАг літій-вбудована літій-полімерна | 5" 1280×720 (296ppi) IPS дисплей | 13 МП          | 8 Мп              |               |
| Wileyfox Swift 2 Plus + | Qualcomm MSM8937 | Восьмиядерний 64-розрядний Octa-core 1.4 GHz | Adreno 505         | 32 ГБ   | підтримка карт пам'яті microSD до 64 гігабайт | 3 ГБ | Cyanogen OS 13.1 | 143.7 х 71.9 х 8,6 мм | 155 г | 2700мАг літій-вбудована літій-полімерна | 5" 1280×720 (296ppi) IPS дисплей | 16 МП          | 8 Мп              |               |

### Аксесуари
Wileyfox також виробляє запасні акумулятори, фірмові чохли, захисні плівки для своїх телефонів.

## Зовнішні посилання
- Офіційний сайт